# Ultraman: Towards the Future
Ultraman: Towards the Future é uma série de televisão de ficção científica tokusatsu/kaiju/super-herói produzida em 1990 na Austrália pela South Australian Film Corporation e pela japonesa Tsuburaya Productions (os criadores do personagem Ultraman). Treze episódios foram filmados (os primeiros 6 episódios foram um arco de história da "Ameaça de Goudes"). Intitulado Ultraman Great (ウルトラマンＧ（グレート）, Urutoraman Gurēto) em seu lançamento japonês, o programa de 13 episódios foi originalmente lançado em fitas de vídeo e LaserDisc em 25 de setembro de 1990, e foi posteriormente transmitido no Tokyo Broadcasting System de 8 de julho à 30 de setembro de 1995. Esta foi a décima série de Ultraman e a primeira produzida na era Heisei.
Distribuido nos Estados Unidos pela Sachs Family Entertainment, o programa foi transmitido em associação semanal de 4 de janeiro a 28 de março de 1992.
Embora seja simplesmente chamado de "Ultraman" na versão original australiana, ele é chamado de "Ultraman Great" no Japão para diferenciá-lo do já estabelecido Ultraman original.
Naquele tempo a consciência ecológica estava em alta, e muitos episódios incluiam temas ambientais. O tempo limite de três minutos do Ultraman é também atrubuído à "atmosfera poluída da Terra" nesta versão.

## História
Jack Shindo e Stanely Haggard são membros da primeira expedição tripulada à Marte, e no planeta vermelho encontram um monstro parecido com uma lesma gigante, chamado Goudes/Gudis. Subitamente um guerreiro gigante, Ultraman, chega e luta contra Goudes, mas é nocauteado por um tempo. Shindo é preso por um deslizamento de rochas e Haggard tenta escapar em sua nave, mas é explodido por Goudes. É então que Ultraman se levanta e quando está à beira da vitória, Goudes transforma-se em um vírus e viaja para a Terra, onde muta outras criaturas em monstros e desperta os já existentes. Precisando de um hospedeiro humano para sobreviver na Terra, Ultraman junta-se a Jack, permitindo-o se tornar o destemido alienígena quando tudo parece perdido. Ele se une à Universal Multipurpose Agency (em português: Agência de Múltiplas Finalidades Universal), ou UMA, de modo a ajudá-los a batalhar contra os monstros.
Na metade da série, um novo Goudes, mais poderoso que o primeiro, aparece. Ele aprisiona Ultraman, mas Jack no final das contas mostra a ele a futilidade de sua missão. Mesmo que ele consiga corromper toda a vida, eventualmente nada haveria para corromper, e Goudes seria destruído de uma vez por todas. Pelo resto da série os temas ambientais são fortes e os monstros normalmente surgem da poluição humana.
No final da série, um cenário caótico se constrói com a aparição de três poderosos monstros: Kilazee, Kodalar, e a própria Terra, que tenta aniquilar a raça humana por abusá-la. Ultraman é derrotado por Kodalar, mas Jack sobrevive. No final das contas os humanos usam um disco antigo para destruir Kodalar, refletindo seu próprio poder contra ele, e Ultraman retorna, derrotando Kilazee e carregando-o para o espaço, separando-se de Jack e restaurando-o na Terra como um humano normal. A vitória é vista como uma outra chance para a raça humana.

## Personagens

### UMA (Universal Multipurpose Agency)
A Universal Multipurpose Agency é uma força de defesa de alta tecnologia com uma grande base localizada numa ilha distante da costa da Austrália.
- Coronel Arthur Grant (Ralph Cotterill, dublado por Akiji Kobayashi) - O líder da UMA. Quando o General Brewer chega no quartel-general da UMA, Grant compete pelo comando e triunfa.
- Jean Echo (Gia Carides, dublada por Yoshiko Sakakibara) - Uma das duas membros femininas da UMA, e tem um interesse amoroso por Jack Shindo.
- Lloyd Wilder (Rick Adams, dublado por Kōichi Yamadera) - O membro mais durão da UMA. Também o mais cético membro da equipe, especialmente quando se trata do comportamento de Shindo.
- Charles Morgan (Lloyd Morris, dublado por Shingo Yanagisawa) - O expert científico/técnico da UMA, e a parte cômica da equipe. Gosta de Jean.
- Kim Shaomin (Grace Parr, dublada por Fumi Hirano) - Uma garota asiática, uma das duas membros femininos da UMA. Uma excelente piloto.
- Jack Shindo (Dore Kraus) e Ultraman (Great) (Robert Simper e Steve Apps, dublado por Matthew O'Sullivan; ambos são dublados por Masaki Kyōmoto na dublagem japonesa) - Um astronauta que, em sua expedição para Marte, perdeu seu parceiro Stanley Haggard numa luta entre Goudes e Ultraman Great, que, depois de derrotar o monstro (que escapa para a Terra), combina-se com Shindo para salvá-lo de ficar preso no planeta vermelho. Depois de "misteriosamente" voltar para a Terra, Shindo junta-se à UMA como um membro, embora seu trabalho de astronauta fosse de algum modo relacionado à agência, para ajudar a equipe com a ameaça de Goudes, além de outras calamidades relacionadas a monstros/alienígenas, já que compartilha da psique de Great. Apesar de relutar de alguma maneira em estar combinado com Great, assim como não gosta de estar constantemente sob a suspeita de seus companheiros de equipe, ele todavia aceita essa responsabilidade. Shindo se transforma no Ultraman Great ativando o Delta Plasma Pendant (em português: Pingente Delta Plasma), que tem o formato parecido com o temporizador com a luz colorida de aviso de Great.

### UMA Mecha
Há dois veículos principais, que são produzidos em massa:
- Hummer - O veículo a jato vermelho. Dispara raios laser.
- Saltop - O jipe com equipamentos tecnológicos. Tem um canhão de energia.

### Ultra-Monstros
Todos os  Ultra-Monstros em Ultraman (Great): Towards The Future foram manipulados pelos dublês australianos Mike Read e Johnny Halliday. Eles foram:
- Goudes/Gudis, que foi mostrado em "Signs of Life" e, na sua forma final, em "The Showdown."
- Brodz/Bogun, também mostrado em "Signs of Life."
- Gigasaurus, mostrado em "The Hibernator."
- Gerugadon, mostrado em "The Child's Dream", onde ele foi fundido com um clone de um personagem chamado Jimmy.
- Deganja/Degola, mostrado em "The Storm Hunter."
- Barrangas, mostrado em "Blast from the Past."
- Gazebo/Zebokon, mostrado em "The Forest Guardian."
- Majama e Majaba, que devem ser versões macho e fêmea do mesmo monstro, foram mostrados, juntamente com as formas jovens das criaturas parecidas com gafanhotos, em "Bitter Harvest."
- Bios, mostrado em "The Biospherians."
- The Vegoids, também mostrado em "The Biospherians."
- Ryugulo, mostrado em "Tourists from the Stars."
- Veronica, também mostrado em "Tourists from the Stars."
- UF0, pronunciado "UF-Zero," mostrado em "The Survivalists."
- Kodalar/Kudara, mostrado em "The Age of Plagues" e "Nemesis."
- Shiralee/Shilagi também conhecido como Shiralee/Kilazee, também mostrado em "The Age of Plagues" e "Nemesis."

## Episódios
1. "Signs of Life"
  - Monstros: Goudes (também conhecido como: Gudis), Brodz (também conhecido como: Bogun)
2. "The Hibernator"
  - Monstros: Gigasaurus
3. "The Child's Dream"
  - Monstros: Gerugadon, Clone de Jimmy - não é morto por Ultraman Great; Jimmy toma controle e parte junto, despedindo-se de Ultraman Great.
4. "The Storm Hunter"
  - Monstro: Deganja (também conhecido como: Degola)
5. "Blast from the Past"
  - Monstro: Barrangas
6. "The Showdown"
  - Monstro: Goudes (Forma Final)
7. "The Forest Guardian"
  - Monstro: Gazebo (também conhecido como: Zebokon) - não é morto por Ultraman Great; é posto para repousar.
8. "Bitter Harvest"
  - Monstro: Majama e Majaba (possivelmente versões masculina e feminina do mesmo monstro), e várias fases jovens dos monstros parecidos com gafanhotos - alguns mortos pela UMA.
9. "The Biospherians"
  - Monstros: Bios, Os Vegoids
10. "Tourists from the Stars"
  - Monstros: Ryugulo, Veronica - não é morto por Ultraman Great, Ryugulo foi revertido para sua forma humana depois de Ultraman Great convencê-lo a parar de lutar.
11. "The Survivalists"
  - Monstro: UF0 (UF-Zero) - não é morto por Ultraman Great, voa pelo espaço depois de ser atingido pelo ataque de Ultraman Great.
12. "The Age of Plagues"
  - Monstros: Kodalar (também conhecido como: Kudara) - o único monstro a derrotar Ultraman Great, Shiralee (também conhecido como: Shilagi, Kilazee)
13. "Nemesis"
  - Monstros: Kodalar - não é morto por Ultraman Great; a UMA usa um artefato para refletir seu próprio ataque de volta nele. Shiralee - desconhecido, mas fortemente implicado que esteja morto; Ultraman Great o carregou ao espaço, depois separando-se de Jack.

## Produção
Ultraman Great e Ultraman Zearth são os únicos Ultramans que utilizam uma fantasia feita de elastano (como as roupas usadas pelos Super Sentai/Power Rangers), ao contrário das tradicionais roupas de borracha de todas as outras séries do Ultraman.

## Trilha sonora
As músicas foram compostas por Shinsuke Kazato e lançadas pela Nippon Columbia Co., Ltd (COCC-9745) em 1992. A trilha sonora é muito rara; foi rapidamente esgotada e agora somente pode ser encontrada usada. As músicas foram tocadas pela Orquestra Sinfônica de Adelaide.

## Linha de brinquedos
A série também recebeu uma linha de brinquedos de igualmente curta duração da Dreamworks Toys. Os bonecos tinham 10" de altura e incluíam Ultraman, que vinha com um mini Jack Shindo, assim como seus inimigos: Bogun, Barrangas, Majaba, Gerugadon e Kilazee. Também lançaram um brinquedo do veículo Hummer, que incluía um mini boneco de Charlie Morgan. Um brinquedo do Saltop foi anunciado no verso de todas as caixas, [carece de fontes?] Apesar de seu tamanho único, os brinquedos não ficaram sem os seus problemas. Jack, Charlie e o Hummer estavam bem fora de escala em relação aos outros brinquedos, enquanto que o boneco do Ultraman não possuía articulação. Além disso, apesar de ser o principal vilão do primeiro arco de história, nenhuma versão de Gudis foi lançada como brinquedo na linha Dreamworks (embora um apareceu na linha de vinil japonês do Ultraman).

## Jogo eletrônico
Um jogo eletrônico baseado na série foi lançado para o Super Nintendo Entertainment System. Foi baseado no mesmo motor de jogo que um jogo japonês de Ultraman baseado na série original. No jogo, Ultraman luta contra Gudis, Bogun, Degola, Barrangas, Gudis II, Zebokon, Majaba, Kodalar, e Kilazee.

## História em quadrinhos
Uma sequência em história em quadrinhos foi lançada nos Estados Unidos. Apesar disso, a história trata Ultraman Great como o mesmo Ultraman da série original de 1966. Os quadrinhos também foram conhecidos por confundir "Ultraman: Towards the Future" com a série americana subsequente, "Ultraman: The Ultimate Hero", que foi lançada como Ultraman Powered no Japão.

## Mídia

### Aparição especial
- Mega Monster Battle: Ultra Galaxy Legend The Movie (2009); Great, junto com outros guerreiros Ultra de M78, lutaram contra o maléfico Ultraman Belial.